# Skoptsí
Els coloms blancs (autodenominació) o skoptsí (denominació externa, en rus, скопцы (en singular); скопец (en plural); «eunuc») eren una secta dins del moviment del cristianisme espiritual més gran de l'Imperi Rus, més coneguda per practicar la castració dels homes i la mastectomia de les dones d'acord amb la seva ensenyaments contra la luxúria sexual. El terme és un terme descriptiu utilitzat per l'Església Ortodoxa Russa oficial.
El moviment va sorgir a finals del segle xviii. Va assolir el cim de la seva popularitat a principis del segle xx, amb fins a 100.000 membres, malgrat la persecució del govern imperial. Malgrat la severa repressió sota la Unió Soviètica, un quants grups petits van perseverar fins al segle xxi.

## Creences i pràctiques
Skoptsí és un plural de «skopets», en aquell moment el terme rus per a «castrar».
Els skoptsí es van referir a ells mateixos com els «Coloms blancs» (en rus, белые голуби). El seu objectiu era perfeccionar l'individu erradicant el pecat original, que creien que havia vingut al món pel primer coit entre Adam i Eva. Creien que els genitals humans eren la veritable marca de Caín, i que el veritable missatge de Jesucrist incloïa la pràctica de la castració, que Jesús mateix havia estat un castrat i que el seu exemple havia estat seguit pels apòstols i els primers sants cristians.
Creien que els genitals humans eren una marca del pecat original, i que després de l'expulsió del Jardí de l'Edèn, Adam i Eva van empeltar al seu cos les meitats de la fruita prohibida, formant testicles i pits. Així, l'extirpació d'aquests òrgans sexuals restaurava als skoptsí a l'estat pristí abans del pecat original. Els skoptsí sostenien que estaven complint el consell de perfecció de Crist en Mt 19,12 i Mt 18,8-9.
Hi havia dos tipus de castració: el «segell menor» i el «segell major»:
- Per als homes, el «segell menor» significava només l'extirpació dels testicles, mentre que el «segell major» implicava l'eliminació del penis o l'emasculació (extirpació tant del penis com dels testicles). Els homes que es van sotmetre al «segell major» feien servir una banya de vaca per orinar. Les castracions i emasculacions es feien originàriament amb un ferro roent, anomenat «bateig ardent». Tanmateix, més tard els skoptsí van passar a utilitzar ganivets o navalles, utilitzant el ferro roent només per aturar l'hemorràgia. També es torcia l'escrot, destruint les vesícules seminals i aturant el flux de semen.
- En les dones skoptsí es treien els mugrons o els pits sencers. De tant en tant, simplement es marcaven els pits. També sovint extirpaven els llavis menors i el clítoris.[2]

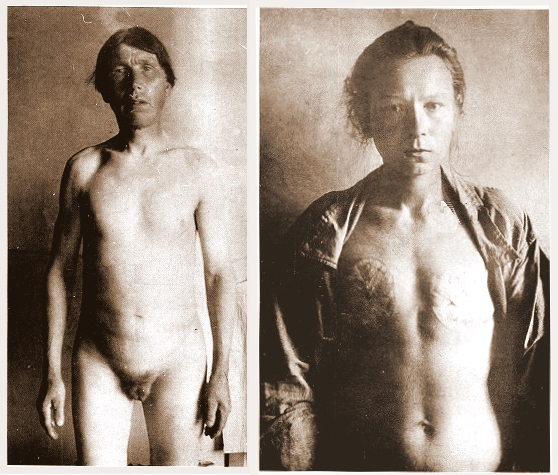
Home i dona amb el «segell major»

No feien servir anestèsics. Les operacions eren realitzades generalment per gent gran. Durant l'operació, es deia frase «Crist ha ressuscitat!».

## Història

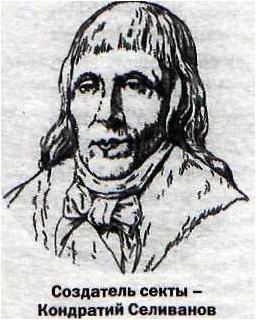
Kondratii Selivanov (Кондратий Селиванов), fundador del moviment Skoptsy. Dibuix de principis del

El moviment skoptsí va sorgir a la dècada del 1760 de la secta flagel·lant dels Khlysty. El seu fundador va ser un camperol fugitiu, conegut més tard amb el nom de Kondratiy Ivanovitx Selivanov, un antic adepte d'una secta Khlysty, fill d'Akulina Ivanovna, a la gubèrnia d'Oriol. Selivanov havia fundat la seva pròpia secta al poble de Sosnovka, prop de Morshansk, anomenant-se «Fill de Déu» i «Redemptor»:
La comunitat de seguidors de Selivanov, que comptava amb 246 persones, va ser jutjada el 1772. Selivanov va ser condemnat per haver persuadit tretze camperols més perquè es castrissin. Inicialment va escapar, però va ser detingut el 1775 i exiliat a Nértxinsk, Sibèria. Els seus seguidors es van organitzar per localitzar-lo i alliberar-lo. El van trobar vivint a Irkutsk i va aconseguir escapar i traslladar-se a Moscou el 1795. El 1797 es va traslladar a Sant Petersburg on, segons els relats dels skoptsí, va ser entrevistat pel tsar Pau I. Va afirmar ser el pare del tsar, Pere III (que havia estat assassinat el 1762), després de la qual cosa Pau I el va fer tancar al manicomi de l'hospital d'Obukhov. Va ser alliberat el 1802. Durant els següents divuit anys, fins al 1820, va viure a Sant Petersburg, a casa d'un dels seus deixebles. Va rebre un doble homenatge com a Crist i tsar, identificant-se com a tsar Pere III i com a Crist retornat.
Pere havia estat popular entre els raskolniks (cismàtics o dissidents) perquè els va concedir llibertat de consciència, i entre els pagesos perquè en saquejar els convents va repartir les seves terres entre els treballadors. Selivanov va reclamar el títol de «Déu de déus i rei dels reis» i va anunciar la seva realització de la salvació dels creients mitjançant la castració. Selivanov va aconseguir guanyar adeptes fins i tot entre les classes altes de Sant Petersburg. Quan el governador general de Sant Petersburg, Mikhail Miloradovitx, va saber que dos dels seus nebots, així com diversos membres dels regiments de guàrdia i mariners, eren membres de la secta, va demanar al govern imperial que intervingués. Finalment, el juny de 1820, es va decidir arrestar de nou Selivanov i confinar-lo al monestir d'Evfimiev a Suzdal, on va romandre fins a la seva mort el 1832, suposadament el seu centenari. Durant la seva estada a Suzdal, els seus seguidors van continuar demanant el seu alliberament. Tot i que això es va negar, Selivanov era lliure de rebre visitants al monestir, i els seus seguidors el van adorar allà. També va deixar escrits, coneguts sota els títols «El missatge» (Послание) i «La collita» (Страды), així com nou cartes adreçades al sacerdot Sergueiev.
Malgrat les furibundes investigacions del Tercer Departament (la policia secreta del tsar), els skoptsí no va desaparèixer després de la mort de Selivanov, i els escàndols van continuar sorgint. La secta va establir presència a Sant Petersburg, Moscou, Morshansk i Odessa, i més tard a Bucarest i Iași a Romania, on els membres de la secta havien fugit a causa de la persecució de les autoritats. El 1866, es va informar que la secta tenia 5.444 membres (3.979 homes i 1.465 dones). Encara que els skoptsí prescrivien la castració com a condició prèvia per entrar al paradís, només una minoria de membres (703 homes i 100 dones) havien patit mutilació corporal. Alexandre Dumas, pare, escriu sobre la secta, anomenant-los «scopsis», cap al final del seu relat del seu viatge per Caucàsia, Le Caucase, Memoires d'un Voyage, 1858, on els va conèixer a Geòrgia. Al llibre L'idiota, Fiódor Dostoievski esmenta que la casa de Parfyon Semyonovich Rogozhin està llogada a llogaters skoptsí. Dostoievski també esmenta als skoptsí a la novel·la Dimonis de 1872.
Es van provar mesures repressives juntament amb el ridícul: homes skoptsí vestits amb roba de dona i que desfilaven amb gorra de bufó pels pobles. El 1876, 130 skoptsí van ser deportats. Per escapar del processament, alguns membres de la secta van emigrar, majoritàriament a Romania, on alguns es van barrejar amb antics exiliats creients coneguts com lipovans. L'escriptor romanès I.L. Caragiale reconeix que cap a finals del segle xix tots els taxis amb cavalls de Bucarest eren conduïts per russos skoptsí (scopiţi en romanès). Tot i que la llei era estricta a Rússia (tots els eunucs es veien obligats a registrar-se) la secta skoptsí no va disminuir la seva popularitat. Els skoptsí es van fer coneguts com a prestadors, i un banc conegut com el «Banc Skoptsy» va estar a Sant Petersburg durant molts anys.
La secta skoptsí podria haver tingut fins a 100.000 seguidors a principis del segle xx, tot i que la repressió va continuar i els membres de la secta van ser jutjats. L'augment de la repressió i la col·lectivització sota la Unió Soviètica van reduir els nombres a uns quants milers el 1929, quan les autoritats van organitzar un judici massiu molt difós contra la secta.
Lev Trotski, en un informe de Romania l'any 1913, va escriure sobre els skoptsí a la regió de Dobrudja que treballaven com a conductors de taxis i van tenir un paper predominant en el comerç local de cavalls. Patrick Leigh Fermor a The Broken Road descriu les seves trobades (el 1933/1934) amb dos skapetz en una taverna de Bucarest i com a passatger als seus taxis tirats per cavalls:
| « | Els seus petits ulls blaus i grossos estaven incrustats en cares amples, suaus i llises cobertes de petits plecs i arrugues. Van conversar amb veus estranyament agudes en una llengua que al principi sonava com el búlgar, però aviat va resultar ser, a jutjar per les seves vocals canviants i els sons líquids, el rus. | » |

Olivia Manning a The Great Fortune (1960) descriu els conductors de carruatges skoptsí de Bucarest després de la seva visita el 1939.
Segons la Gran Enciclopèdia Soviètica, la secta encara funcionava dins de l'URSS l'any 1947. Es creu que va desaparèixer majoritàriament a la dècada del 1970, tot i que hi ha informes controvertits de comunitats supervivents a Letònia a la dècada del 1990.